# Kalkovens (Akersloot)

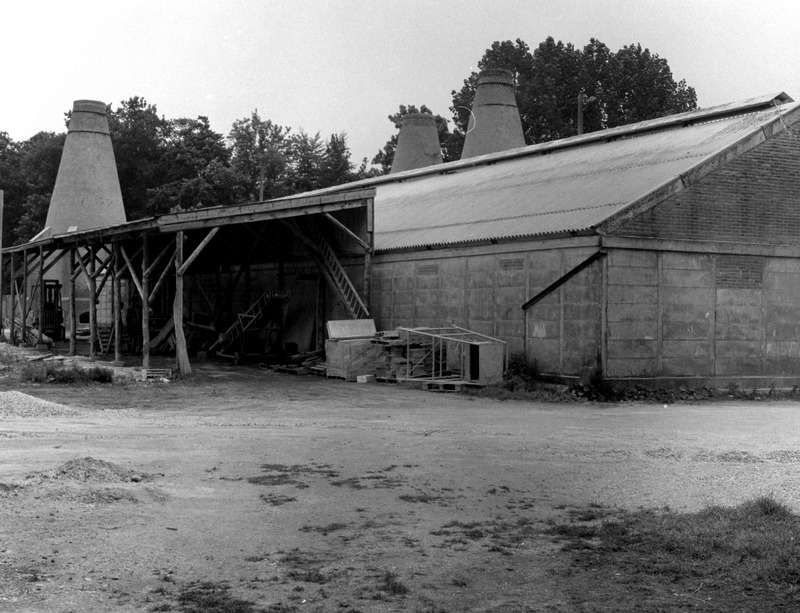
Leshuis in Hasselt

De kalkovens van Akersloot zijn een groep kalkovens waarin van 1921 tot 1976 schelpen werden verbrand tot schelpkalk voor de productie van mortel. Drie van de vier ovens zijn in 1978 overgeplaatst naar het Zuiderzeemuseum in Enkhuizen.
De ovens bevonden zich aan de oever van het Alkmaardermeer. De ovens waren eigendom van de firma Ruigewaard. Dit was een familiebedrijf waarover vader Gerrit en zoon Johan de dagelijkse leiding hadden. De firma had tien man personeel in dienst: acht kalkbranders, een schipper en een schippersknecht, die allen in Akersloot woonden.
Na de volledige ineenstorting van de schelpkalknijverheid in de jaren zestig van de twintigste eeuw bleef de kalkbranderij in Akersloot als een van de laatste van Nederland in bedrijf tot 1976. Na sluiting werden de vier ovens steen voor steen afgebroken en drie werden in 1978 in het Zuiderzeemuseum herbouwd.
Achter de kalkovens is een leshuis geplaatst afkomstig van de kalkovens van het Overijsselse Hasselt. Dit leshuis is tot 1981 in gebruik geweest. Daarna is het in fragmenten overgebracht naar het Zuiderzeemuseum en direct herbouwd. In een leshuis werd de in de ovens gebrande kalk met water geblust ('gelest'). De stoom die daarbij vrijkwam, kon door de openingen tussen de dakpannen ontsnappen.